# Motivo (música)
Em música, um motivo é um fragmento recorrente, perceptível ou saliente, ou uma sucessão de notas que podem ser utilizadas para construir a inteireza ou partes de uma melodia completa e os temas. Um motivo difere da figura no sentido de que um motivo se constitui no primeiro plano da obra enquanto que a figura é o seu fundo. Um motivo pode ser harmônico, uma altura melódica e/ou uma duração rítmica.
O The New Oxford Companion to Music define motivo como:
- "Uma unidade musical melódica ou rítmica que reaparece no decorrer da composição, seja na sua forma original ou em diferentes transposições, e talvez com intervalos alterados."

Um motivo tematicamente associado a uma pessoa, lugar (como nas óperas da tetralogia O Anel dos Nibelungo de Wagner) ou ideia (como na Ideia fixa da Sinfonia Fantástica de Berlioz) é chamado de leitmotif.
Uma frase originalmente apresentada ou escutada como um motivo pode se transformar numa figura que acompanha outra melodia, como acontece no segundo movimento do Quarteto de Cordas, em Sol menor, Op. 10, de 1893, composto por Claude Debussy
Provavelmente, o mais famoso exemplo de motivo musical está na Quinta Sinfonia de Beethoven durante a qual o padrão de três notas curtas seguidas por uma longa é repetido ao longo de todo o primeiro movimento.
Saturação motívica é a "imersão de um motivo musical numa composição" e tem sido utilizado por vários compositores, incluindo Miriam Gideon, em "A Noite é Minha Irmã" (1952) e em "Fantasia Sobre Um Motivo Javanês" (1958) e Donald Erb. Adolph Weiss discute o uso de motivos em seu artigo "O Liceu de Schönberg"

## Outras definições
A Encyclopédie Fasquelle define uma frase como a seguir:
- "Na sintaxe da música clássica, este é o menor elemento analisável (frase) dentro de um sujeito; pode conter uma ou mais células. Um motivo harmônico é uma série de acordes definidos abstratamente, isto é, sem referência à melodia ou ritmo. Um motivo melódico é uma fórmula melódica estabelecida sem referência a intervalos musicais. Um motivo rítmico é um termo que designa uma fórmula rítmica característica, uma abstração desenhada a partir de valores rítmicos da melodia."

A Encyclopédie Larousse, edição de 1957, define um motivo como segue:
- "Um pequeno elemento característico de uma composição musical que garante de várias maneiras a unidade de uma obra ou de um trecho de uma obra (um motivo pode ser assimilado numa célula musical e pode ter três aspectos que não precisam estar associados entre si: rítmico, melódico e harmônico)."

A Encyclopédie de la Pléiade dá a seguinte definição para motivo:
- Uma "célula harmônica, melódica ou rítmica, característica de uma obra musical."

O New Grove, edição de 1980 define motivo:
- "Uma pequena ideia musical, seja ela melódica, harmônica, rítmica ou todas as três. Um motivo pode ser de qualquer tamanho, embora seja mais comumento identificado como a menor subdivisão de um tema ou frase que ainda mantém sua identidade como uma ideia. É mais freqüentemente  imaginado em termos melódicos e é esse aspecto do motivo que é correlacionado com o termo figura."